# Icarus (журнал)
Icarus (с англ. — «Икар») — научный журнал, посвящённый планетологии. Его владельцем и издателем была Academic Press, которая была приобретена Elsevier в 2000 году. Она публикуется под эгидой Отдела планетарных наук (DPS) Американского астрономического общества. Журнал содержит статьи, в которых обсуждаются результаты новых исследований в области астрономии, геологии, метеорологии, физики, химии, биологии и других научных аспектов Солнечной системы или других планетных систем.
Журнал был основан в 1962 году, а в 1974 году стал связанным с DPS. С 1968 по 1979 год Карл Саган занимал должность редактора журнала. Его сменил Джозеф А. Бёрнс (1980-1997), Филипп Д. Николсон (1998-2018) и Розали Лопес.
Журнал назван в честь мифического героя Икара, а на фронтисписе каждого выпуска содержится расширенная цитата из сэра Артура Эддингтона, приравнивающая авантюрность Икара к научному исследователю, который «напрягает свои теории до предела, пока слабые суставы не исчезнут».